# Canadian Screen Award voor beste film
De Canadian Screen Award voor beste film (Engels: Canadian Screen Award for Best Motion Picture) wordt sinds 2013 jaarlijks uitgereikt door de Academy of Canadian Cinema & Television. 

## Winnaars en genomineerden
| Jaar        | Naam                                                                        | Regisseur                                 |
| ----------- | --------------------------------------------------------------------------- | ----------------------------------------- |
| 2013 (1ste) | Rebelle                                                                     | Kim Nguyen                                |
| 2013 (1ste) | L'affaire Dumont                                                            | Daniel Grou                               |
| 2013 (1ste) | Inch'Allah                                                                  | Anaïs Barbeau-Lavalette                   |
| 2013 (1ste) | Laurence Anyways                                                            | Xavier Dolan                              |
| 2013 (1ste) | Midnight's Children                                                         | Deepa Mehta                               |
| 2013 (1ste) | Still Mine                                                                  | Michael McGowan                           |
| 2014 (2de)  | Gabrielle                                                                   | Louise Archambault                        |
| 2014 (2de)  | Le démantèlement                                                            | Sébastien Pilote                          |
| 2014 (2de)  | Empire of Dirt                                                              | Peter Stebbings                           |
| 2014 (2de)  | Enemy                                                                       | Denis Villeneuve                          |
| 2014 (2de)  | What If                                                                     | Michael Dowse                             |
| 2014 (2de)  | The Grand Seduction                                                         | Don McKellar                              |
| 2014 (2de)  | Maïna                                                                       | Michel Poulette                           |
| 2014 (2de)  | Tom à la ferme                                                              | Xavier Dolan                              |
| 2015 (3de)  | Mommy                                                                       | Xavier Dolan                              |
| 2015 (3de)  | Cast No Shadow                                                              | Christian Sparkes                         |
| 2015 (3de)  | Fall                                                                        | Terrance Odette                           |
| 2015 (3de)  | In Her Place                                                                | Albert Shin                               |
| 2015 (3de)  | Maps to the Stars                                                           | David Cronenberg                          |
| 2015 (3de)  | Tu dors Nicole                                                              | Stéphane Lafleur                          |
| 2016 (4de)  | Room                                                                        | Lenny Abrahamson                          |
| 2016 (4de)  | Brooklyn                                                                    | John Crowley                              |
| 2016 (4de)  | Corbo                                                                       | Mathieu Denis                             |
| 2016 (4de)  | Les démons                                                                  | Philippe Lesage                           |
| 2016 (4de)  | Félix et Meira                                                              | Maxime Giroux                             |
| 2016 (4de)  | The Forbidden Room                                                          | Guy Maddin                                |
| 2016 (4de)  | Guibord s'en va-t-en guerre                                                 | Philippe Falardeau                        |
| 2016 (4de)  | Les êtres chers                                                             | Anne Émond                                |
| 2016 (4de)  | Remember                                                                    | Atom Egoyan                               |
| 2016 (4de)  | Sleeping Giant                                                              | Andrew Cividino                           |
| 2017 (5de)  | Juste la fin du monde                                                       | Xavier Dolan                              |
| 2017 (5de)  | Les mauvaises herbes                                                        | Louis Bélanger                            |
| 2017 (5de)  | Avant les rues                                                              | Chloé Leriche                             |
| 2017 (5de)  | Hello Destroyer                                                             | Kevan Funk                                |
| 2017 (5de)  | Lao Shi                                                                     | Johnny Ma                                 |
| 2017 (5de)  | Operation Avalanche                                                         | Matt Johnson                              |
| 2017 (5de)  | Race                                                                        | Stephen Hopkins                           |
| 2017 (5de)  | Maliglutit                                                                  | Zacharias Kunuk, Natar Ungalaaq           |
| 2017 (5de)  | Ceux qui font les révolutions à moitié n'ont fait que se creuser un tombeau | Mathieu Denis, Simon Lavoie               |
| 2017 (5de)  | Weirdos                                                                     | Bruce McDonald                            |
| 2018 (6de)  | Maudie                                                                      | Aisling Walsh                             |
| 2018 (6de)  | Ava                                                                         | Sadaf Foroughi                            |
| 2018 (6de)  | The Breadwinner                                                             | Nora Twomey                               |
| 2018 (6de)  | C'est le coeur qui meurt en dernier                                         | Alexis Durand-Brault                      |
| 2018 (6de)  | La petite fille qui aimait trop les allumettes                              | Simon Lavoie                              |
| 2018 (6de)  | Never Steady, Never Still                                                   | Kathleen Hepburn                          |
| 2018 (6de)  | Les affamés                                                                 | Robin Aubert                              |
| 2019 (7de)  | Une colonie                                                                 | Geneviève Dulude-De Celles                |
| 2019 (7de)  | Chien de garde                                                              | Sophie Dupuis                             |
| 2019 (7de)  | Genèse                                                                      | Philippe Lesage                           |
| 2019 (7de)  | La grande noirceur                                                          | Maxime Giroux                             |
| 2019 (7de)  | Dans la brume                                                               | Daniel Roby                               |
| 2020 (8ste) | Antigone                                                                    | Sophie Deraspe                            |
| 2020 (8ste) | Anne at 13,000 Ft.                                                          | Kazik Radwanski                           |
| 2020 (8ste) | The Body Remembers When the World Broke Open                                | Elle-Máijá Tailfeathers, Kathleen Hepburn |
| 2020 (8ste) | The Twentieth Century                                                       | Matthew Rankin                            |
| 2020 (8ste) | White Lie                                                                   | Yonah Lewis, Calvin Thomas                |
| 2021 (9de)  | Beans                                                                       | Tracey Deer                               |
| 2021 (9de)  | Funny Boy                                                                   | Deepa Mehta                               |
| 2021 (9de)  | Nadia, Butterfly                                                            | Pascal Plante                             |
| 2021 (9de)  | The Nest                                                                    | Sean Durkin                               |
| 2021 (9de)  | Souterrain                                                                  | Sophie Dupuis                             |
| 2022 (10de) | Scarborough                                                                 | Shasha Nakhai                             |
| 2022 (10de) | Les Oiseaux ivres                                                           | Ivan Grbovic                              |
| 2022 (10de) | La nuit des rois                                                            | Philippe Lacôte                           |
| 2022 (10de) | Night Raiders                                                               | Danis Goulet                              |
| 2022 (10de) | Danis Goulet                                                                | Bretten Hannam                            |